# Oussou Konan Anicet
Oussou Konan Anicet Harian Maxmalon (23 tháng 1 năm 1989 – 3 tháng 1 năm 2022) là một cố cầu thủ bóng đá chuyên nghiệp người Bờ Biển Ngà. Anh từng gây ấn tượng khi ghi 7 bàn thắng sau 10 trận đấu tại V.League 1 mùa giải 2021 cho Nam Định.

## Sự nghiệp
Anh khởi đầu sự nghiệp ở câu lạc bộ quê nhà Africa Sports, trước khi đến Tunisia để gia nhập Espérance Sportive de Tunis năm 2008, với bản hợp đồng 5 năm. Sau nửa mùa giải thi đấu cho mượn cùng với Stade Tunisien từ Espérance Sportive de Tunis anh gia nhập AS Marsa theo dạng cho mượn vào ngày 27 tháng 8 năm 2009. Anh chỉ ký hợp đồng 3 năm cùng với Al-Ahly.

## Qua đời
Oussou Konan đã bị đầu độc và qua đời tại quê nhà Bờ Biển Ngà vào lúc 2 giờ rạng sáng ngày 4 tháng 1 năm 2022 theo giờ Việt Nam. Hung thủ là con trai của cha dượng Konan. Ông bỏ thuốc độc chứa hoá chất vào ly rượu vang, gây ngộ độc và anh qua đời sau 15 phút nôn ra máu.